# 美色殺人狂2
《美國殺人魔2》（英語：American Psycho 2）是一部2002年的美國恐怖電影，由摩根·J·費里曼執導，亞歷克斯·桑格和卡倫·克雷格編劇，米娜·古妮丝和威廉·夏特纳主演，是電影《美國殺人魔》的獨立續集。古妮丝扮演了一名犯罪學學生，她試圖通過謀殺同學來促進自己的職業生涯。
這部電影的劇本名為《不會死的女孩》（The Girl Who Wouldn't Die），最初與《美國殺人魔》無關。製作開始後，劇本被修改以將電影與原作聯繫起來。《美國殺人魔2》於2002年6月18日非電影院首映，遭到評論家的負面評價，爛番茄的評分為0%。原著小說的作者布雷特·伊斯頓·艾利斯也譴責了這部電影，古妮丝後來對這部電影表示遺憾。

## 劇情
1993年，一名12歲的女孩陪同她的保姆與連環殺手帕特里克·贝特曼約會。貝特曼殺死並開始解剖保姆後，女孩用碎冰锥殺死了他。六年後，年輕的女孩雷切爾·紐曼成為華盛頓大學犯罪學專業的大學生，師從前聯邦調查局特工斯塔克曼教授。雷切尔渴望加入FBI，並決心在斯塔克曼手下獲得夢寐以求的助教職位，這绝对能使她加入弗吉尼亞州匡提科的FBI培訓計劃。
在秘書格特魯德·弗萊克以雷切尔是新生為由粗魯地駁回了她的助教職位申請後，雷切尔尾隨她回家並將她毆打致死。雷切尔決心要取得成功，她開始殺死所有与她是競爭對手的同齡人。首当其冲的是布赖恩·利兹，被她下药謀殺。接下來，書呆子同學基思·勞森一天晚上在大學圖書館學習，也被她谋杀了。在雷切尔瘋狂殺人的過程中，她決定去看學校的精神病醫生埃里克·丹尼爾斯。丹尼爾斯意識到雷切尔是一個痴迷於斯塔克曼的教科书式的心理病态患者，出於對患者保密的考慮，丹尼爾斯試圖在不透露雷切尔名字的情況下警告斯塔克曼。斯塔克曼誤以為迷戀他的學生是卡桑德拉·布萊爾，而他正與她發生婚外情。當卡桑德拉透露她與斯塔克曼教授的婚外情会让她当上助教時，雷切尔決定也謀殺她，將她的死安排為自殺。斯塔克曼教授發現了卡桑德拉的屍體，並打電話給丹尼爾斯，告訴他“她死了”。他沒有说出受害者的身份，丹尼爾斯認為一定是雷切尔。心煩意亂的斯塔克曼教授决定退休，這激怒了痴迷的雷切尔。
春假前的最後一天課程，雷切尔的父母突然到她的宿舍看望她。她迅速將他們赶出，並同意當晚晚些時候與他們見面共進晚餐。據透露，她實際上不是雷切尔·纽曼；她在學期開始時殺死了真正的雷切尔並冒充了她的身份，將真正的雷切尔的屍體藏在她宿舍壁櫥裡的一個衣袋裡。那天晚上晚些時候，丹尼爾斯在請他年邁的母親出去玩的同時，在當地一家餐館觀察“雷切尔”和她的父母。
那天晚上，雷切尔在斯塔克曼的辦公室裡发现他喝醉了，試圖引誘他。然而，斯塔克曼看到她穿戴著他送給卡桑德拉的裙子和項鍊。然後她向他坦白了她的罪行，以及她對他的“迷戀”，並且她知道他與各个女人的風流韻事（包括貝特曼謀殺的她的保姆）。斯塔克曼在困惑和恐懼中退向窗户，雷切爾給了他一個飛吻，然後他從窗戶掉下去摔死了。在離開時，雷切尔還謀殺了一名看門人和一名保安，因為他們目睹了斯塔克曼的死。丹尼爾斯和兩名警察开车追捕雷切尔，結果雷切尔把车开下懸崖，導致汽車爆炸。此時，警察和媒體推定她已經死亡。
兩年後，丹尼爾斯博士正在就雷切尔的心理以及他寫的一本關於她的書發表演講。他抬起頭和一個學生說話時，却是雷切尔，她原来還沒有死。她間接透露她殺死了斯塔克曼的最後一位助手伊麗莎白·麥圭爾，並盜用了她的身份進入匡提科聯邦調查局學院。她之所以故意讓丹尼爾斯博士知道，是因為她認為如果沒有人知道的话，就沒有必要犯下完美的罪行，並且她相信他是不會洩露這些信息的，因為這會讓他的暢銷書成為一出闹剧。他在书中聲稱完全理解她的想法，而且親眼目睹了她的死亡。其实，車裡的屍體才是真正的雷切尔，就是那具一直藏在她宿舍壁櫥里腐爛的屍體。